# Quintanapalla (kommun)
Quintanapalla är en kommun i Spanien. Den är belägen i provinsen Provincia de Burgos och regionen Kastilien och Leon, i den norra delen av landet, 220 km norr om huvudstaden Madrid. Antalet invånare är 114.
Kustklimat råder i trakten. Årsmedeltemperaturen i trakten är 10 °C. Den varmaste månaden är augusti, då medeltemperaturen är 20 °C, och den kallaste är januari, med 0 °C. Genomsnittlig årsnederbörd är 891 millimeter. Den regnigaste månaden är november, med i genomsnitt 110 mm nederbörd, och den torraste är augusti, med 7 mm nederbörd.